# وينستون ديوك
وينستون ديوك (بالإنجليزية: Winston Duke) هو ممثل ومنتج أفلام ترينيدادي (من مواليد 15 نوفمبر 1986) اشتهر بتأديته لشخصية الرجل القرد في عدة أفلام من أفلام مارفل، كما قام في بداية مسيرته الفنية بالمشاركة في التمثيل في مسلسل بيرسون أوف إنترست بين عامي 2014 و2015، وشارك أيضا النجمة لوبيتا نيونقو بطولة فيلم الإثارة والرعب الناجح ”‌نحن/Us‌“.

## وصلات خارجية
- وينستون ديوك على موقع IMDb (الإنجليزية)
- وينستون ديوك على موقع روتن توميتوز (الإنجليزية)
- وينستون ديوك على موقع ألو سيني (الفرنسية)
- وينستون ديوك على موقع أول موفي (الإنجليزية)
- وينستون ديوك على موقع قاعدة بيانات الأفلام السويدية (السويدية)
- وينستون ديوك على موقع قاعدة بيانات الفيلم (الإنجليزية)
- وينستون ديوك على موقع كينوبويسك (الروسية)

- وينستون ديوك في قاعدة بيانات الأفلام على الإنترنت
- Winston Duke على تويتر.